# 劔神社 (三好市)
劔神社（つるぎじんじゃ）は、徳島県三好市東祖谷菅生の剣山の見ノ越に鎮座する神社で標高1420m辺りにある。本社の大劔神社は標高1810m辺りにあり大劔神社もここで記述する。

## 祭神
- 大山祗命
- 安徳天皇
- 素盞嗚命

## 歴史
創建年は不詳。祖谷山開拓の際に大山祗命を鎮祀して祖谷山の総鎮守とした。
かつては大劔権現と称されていたが、明治初年に劔神社と改称、明治3年に崇敬大社に列せられ、1873年（明治6年）に郷社となる。
かつては5月1日に行われていたが、現在は、毎年4月29日に剣山の「お山開き」が行われ、神事や餅投げ等が行われる。例祭は7月17日 。

## 大劔神社
本社は剣山中腹に鎮座する大劔神社（おおつるぎじんじゃ）で、巨大な岩石である御塔石（おとうせき）が御神体となっており、名水百選に選ばれた祖谷川源流の剣山御神水（つるぎさん おしきみず）がある。社殿は昭和38年に土石流で流失、昭和45年ごろに再建された。

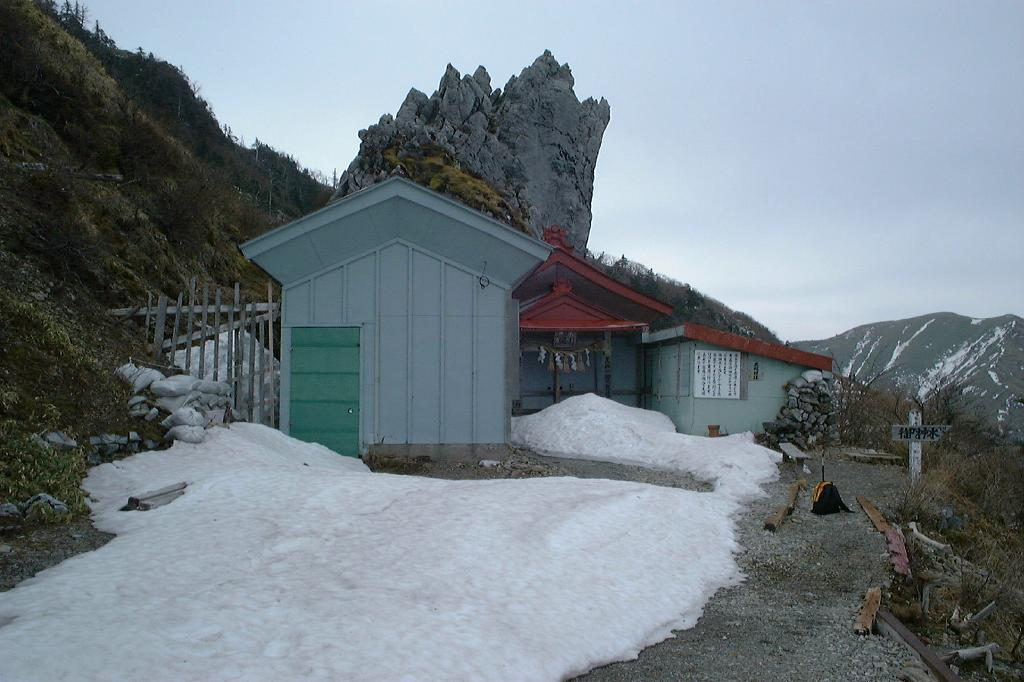
劔神社本社の大劔神社
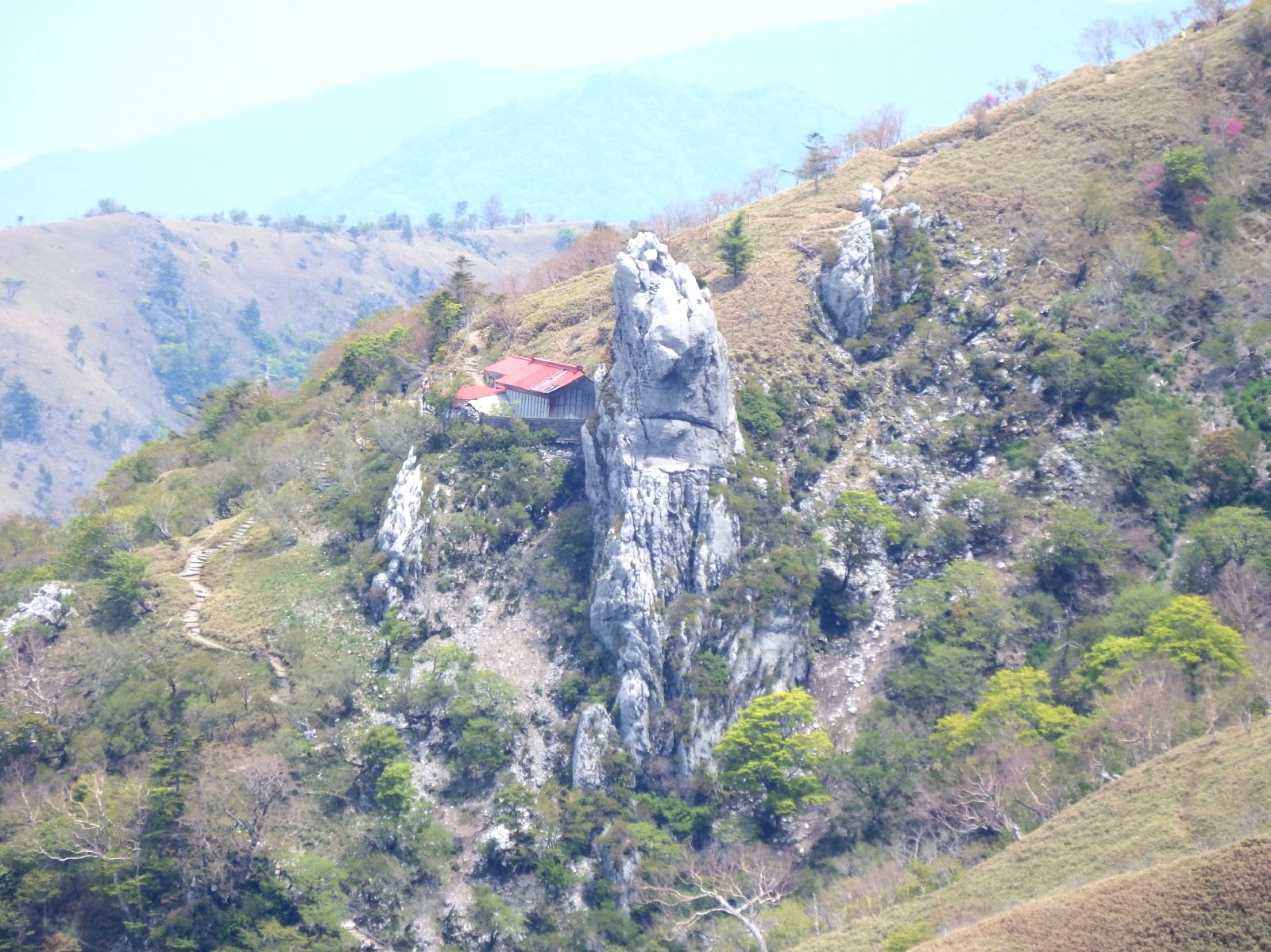
西から臨む大劔神社
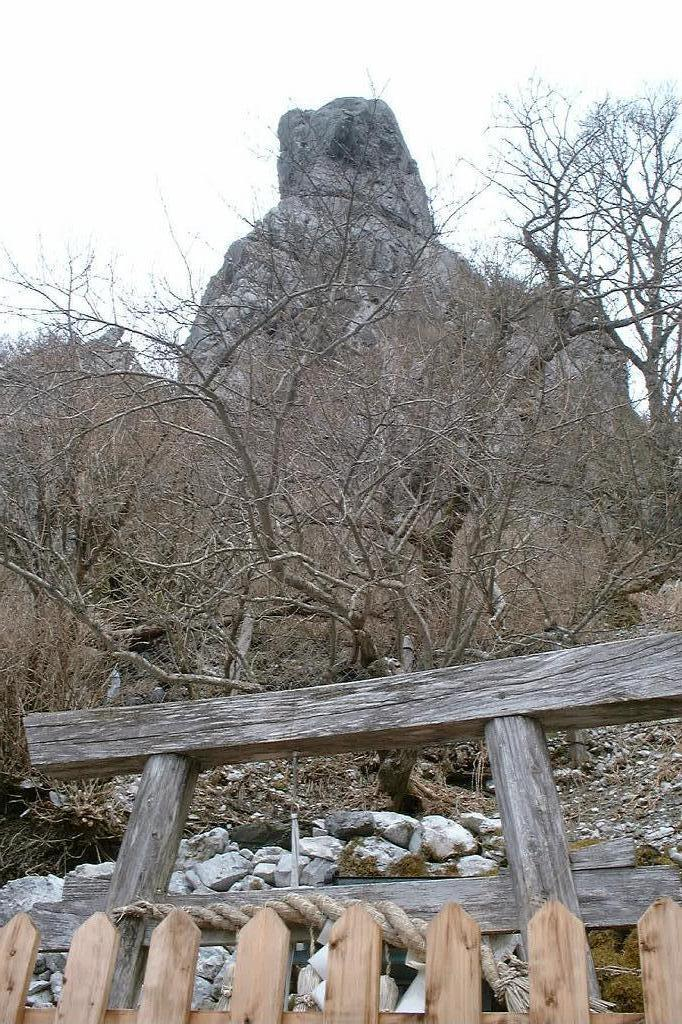
御塔石の根元には御神水が湧く

## 交通
- 見ノ越までは徳島自動車道「美馬インターチェンジ」より車で約90分。